# Recordbreaker
Recordbreaker, in Giappone noto come Go for the Gold (ゴーフォーザゴールド?, Gō fōza Gōrudo), è un videogioco sportivo per arcade incentrato sui giochi olimpici. Venne sviluppato e pubblicato dalla Taito nel 1988.

## Modalità di gioco
In Recordbreaker sono incluse dieci diverse discipline olimpioniche. L'obiettivo è quello di sfidare e battere l'avversario controllato dalla CPU o da un altro giocatore in ciascuna di esse, ottenendo la qualifica per due volte di fila ed essere nominato tra i primi tre posti sul podio al fine di ottenere una medaglia d'oro, d'argento o di bronzo. Una volta superata una gara, questa non verrà più rigiocata e viene chiesto di inserire un credito per continuare. Lo schermo in partita è diviso in due verticalmente mentre la telecamera viene vista di fronte dietro all'atleta.
Quando le competizioni vengono tutte completate, la sessione si ripeterà all'infinito. Termina definitivamente quando l'utente non riesce a qualificarsi in un evento e i record che ha finora ottenuto saranno visualizzati sulla schermata.

### Gare selezionabili
- 100 metri piani
- 100 metri stile libero
- 110 metri ostacoli
- Getto del peso
- Salto con l'asta
- Salto triplo
- Sbarra
- Sollevamento pesi
- Staffetta 4×400 metri
- Volteggio al cavallo